# Concepción (Guatemala)
Concepción è un comune del Guatemala facente parte del dipartimento di Sololá.